# Brihaspa abacodes
Brihaspa abacodes är en fjärilsart som beskrevs av Edward Meyrick 1933. Brihaspa abacodes ingår i släktet Brihaspa och familjen Crambidae. Inga underarter finns listade i Catalogue of Life.